# Elegia thyrsifera
Elegia thyrsifera là một loài thực vật có hoa trong họ Restionaceae. Loài này được (Rottb.) Pers. mô tả khoa học đầu tiên năm 1807.